# Gustav Altfelix
Gustav Altfelix (* 7. August 1859 in Durlach; † 7. März 1934 in Freiburg) war ein deutscher Jurist, Oberbürgermeister und Ehrenbürger von Lahr.

## Leben
Altfelix wurde 1859 als Sohn eines Amtsrevisors geboren und studierte nach dem Besuch des Gymnasiums Rechtswissenschaften an den Universitäten in Berlin und Heidelberg. 1879 wurde er Mitglied der schwarzen Verbindung (bzw. seit 1909) Burschenschaft Vineta Heidelberg. Nach dem Examen und der Promotion zum Dr. iur. 1882 war er 1886 Referendar, 1890 planmäßiger Beamter und Amtmann im Bezirk Lörrach, 1893 Oberamtmann und Amtsvorstand in Stockach, bevor er von 1898 bis 1928 Oberbürgermeister von Lahr wurde.

## Ehrungen
- 1908: Goldene Amtskette
- 1928: Ehrenbürgerschaft der Stadt Lahr

- Nach ihm wurde die Altfelixstraße in Lahr benannt